# Fabian Gottlieb von Bellingshausen
Fabian Gottlieb Benjamin von Bellingshausen (en ruso: Фадде́й Фадде́евич Беллинсга́узен; Faddéy Faddéyevich Bellinsgauzen) (isla de Ösel, 18 de agosto de 1778 - Kronstadt, 25 de enero de 1852) sirvió como marino al Imperio ruso y comandó la segunda expedición rusa para circunnavegar el globo.

## Biografía

Mapa de la ruta de la expedición de Bellingshausen en torno a la Antártida.

Nacido en una familia de alemanes del Báltico, empezó su carrera naval como cadete a la edad de diez años. Se graduó en la Academia Naval de Kronstadt cuando tenía dieciocho años. En 1819, el zar Alejandro I de Rusia despachó una expedición científica al Polo Sur. Bellingshausen comandó la expedición desde el buque insignia Vostok al que acompañaba la corbeta Mirni capitaneada por Mijaíl Lázarev. En 1820 la flota que dirigía atravesó el círculo polar antártico; el 27 de enero de 1820 avista las tierras continentales de la Antártida, aproximadamente en las coordenadas 69°21′28″S 2°14′50″O / -69.35778, -2.24722, por lo que numerosas fuentes lo consideran descubridor del continente. En su campaña, que duró casi tres años, descubre la isla Pedro I, en 1821, y la isla Alejandro I, denominadas así en honor a los respectivos zares rusos, y explora las islas Georgias del Sur.
Tuvo ocasión de distinguirse en la Guerra ruso-otomana de 1828-29, especialmente en el mar Negro. Fue gobernador de Kronstadt, donde se erigió una estatua en su memoria. Escribió Dos expediciones al océano Glacial y viaje alrededor del mundo (San Petersburgo, 1831), y El modo de hacer la puntería en el mar. Murió en Kronstadt en 1852, ostentando el grado de vicealmirante.

## Distinciones y condecoraciones

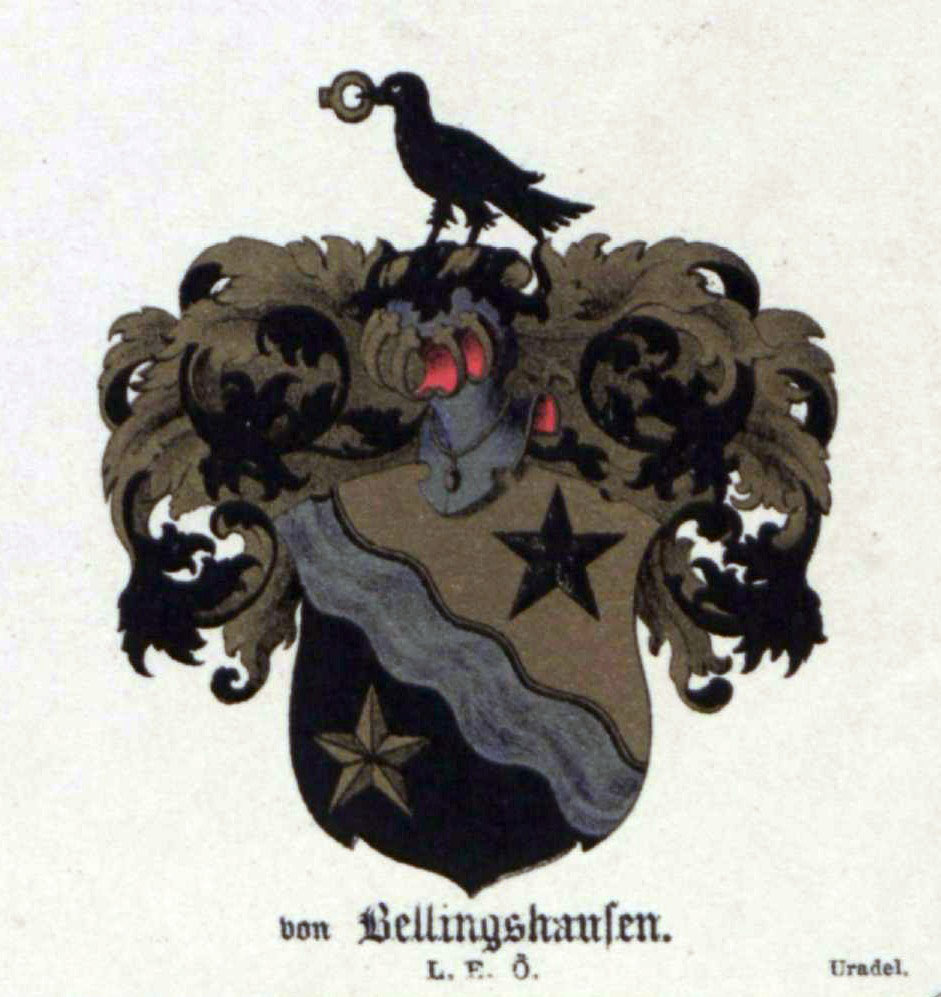
Escudo de armas de Bellingshausen.

### Condecoraciones rusas
- Orden del Águila Blanca ( Imperio ruso).
- Orden de San Alejandro Nevski ( Imperio ruso).
- Orden de Santa Ana ( Imperio ruso).
- Caballero de cuarta clase de la Orden de San Jorge ( Imperio ruso).
- Caballero de primera clase de la Orden de San Vladimiro ( Imperio ruso).

### Condecoraciones extranjeras
- Orden del Baño ( Reino Unido).
- Orden de San Luis ( Francia).

### Reconocimientos
En su honor se han nombrado varios accidentes geográficos de la Antártida, como: 
- La isla de Bellingshausen en el océano Atlántico Sur;
- El mar de Bellingshausen, uno de los mares del océano Antártico;
- La placa Bellingshausen, una antigua placa tectónica;
- La base Bellingshausen, una base rusa en la isla Rey Jorge, en el archipiélago de las Shetland del Sur;
- También se usa Bellingshausen para nombrar al atolón Motu One en las islas de la Sociedad en la Polinesia francesa.

Así mismo, el cráter lunar Bellinsgauzen y el asteroide (3659) Bellingshausen llevan este nombre en su honor.
Y también la moneda de Estonia 2020 Archivado el 19 de diciembre de 2019 en Wayback Machine., dedicada al descubrimiento de la Antártida.